# Enping
Enping (恩平市,  Ēnpīng Shì) ist eine kreisfreie Stadt in der südchinesischen Provinz Guangdong. Sie liegt westlich des Deltas des Perlflusses.

## Geographie
Die Landschaft der Stadt Enping ist generell hügelig, im Nordwesten bergig. Im Süden berührt Enping die Zhenhai-Bucht (镇海湾) des Südchinesischen Meeres. Das Klima ist subtropisch bis tropisch; die durchschnittliche Januartemperatur liegt bei 13,5 °C, die durchschnittliche Julitemperatur bei etwa 28 °C. Die jährliche Niederschlagsmenge beträgt etwa 2350 mm.

## Geschichte
Enping wurde bereits im Jahr 219 als Enzhou (恩州) gegründet und um 750 nach Enping umbenannt. Seit 1994 ist Enping offiziell eine kreisfreie Stadt.

## Wirtschaft
Mit einem BIP pro Kopf von rund 10 700 RMB im Jahr 2002 liegt Enping bezüglich des Einkommens deutlich unter dem Provinzdurchschnitt von Guangdong.
Wirtschaftliche Bedeutung hat einerseits der Abbau von Mergel, Granit, Edelsteinen, Kohle, Gold, Kupfer, Wolfram, Kalisalzen und etwa 20 weiteren Mineralien. Die Industrie Enpings beruht vor allem auf der Herstellung von Zement und Elektronikartikeln; Enping ist innerhalb Chinas als Hauptstadt der Mikrofone bekannt. Im Stadtgebiet von Enping allein arbeiten mehr als zwanzig Zementfabriken, die für eine sehr starke Luftverschmutzung sorgen. Weitere wichtige Produkte sind Nahrungsmittel, Schuhe, Textilien, Maschinen und Haushaltsgeräte.
Innerhalb Guangdongs ist die Stadt Enping ein wichtiger Nahrungsmittelproduzent. Neben Reis werden auch Zuckerrohr, Erdnüsse, Cassava-Wurzeln, Sojabohnen, Früchte, Gemüse und Pflanzen für die traditionelle chinesische Medizin angebaut.
Der Tourismus spielt in Enping eine untergeordnete Rolle, Anziehungspunkt sind allein heiße Mineralquellen etwas außerhalb des eigentlichen Stadtgebietes.
Enping hat nach mehreren Korruptionsskandalen einen schlechten Ruf und es gibt nur sehr wenig ausländische Investitionen.

## Verwaltung
Die kreisfreie Stadt Enping gehört zur bezirksfreien Stadt Jiangmen. Benachbart sind Yangchun und Xinxing im Norden, Kaiping im Nordosten und Osten, Taishan im Südosten sowie Yangdong im Südwesten. Die Stadt ist untergliedert in drei Straßenviertel und zehn Großgemeinden:
- Straßenviertel Encheng (恩城街道);
- Straßenviertel Pingshi (平石街道);
- Straßenviertel Dong’an (东安街道);
- Großgemeinde Liangxi (良西镇);
- Großgemeinde Niujiang (牛江镇);
- Großgemeinde Shengtang (圣堂镇);
- Großgemeinde Shahu (沙湖镇);
- Großgemeinde Dongcheng (东成镇);
- Großgemeinde Juntang (君堂镇);
- Großgemeinde Hengpi (横陂镇);
- Großgemeinde Dahuai (大槐镇);
- Großgemeinde Naji (那吉镇);
- Großgemeinde Datian (大田镇).

## Verkehr
Enping liegt an der Autobahn Guangzhou-Kaiping-Yangjiang, die das Stadtgebiet durchschneidet. Abgesehen von dieser kürzlich eröffneten Verkehrsverbindung und der Nationalstraße 325, die zur Autobahn parallel verläuft, sind die Straßen eher schlecht. Eine Eisenbahnanbindung gibt es nicht, ebenso keinen Hafen.